# دستور ليبيريا لعام 1847
كان الدستور الليبيري لعام 1847 هو أول دستور لليبيريا. على غرار دستور الولايات المتحدة إلى حد كبير، ظل ساري المفعول من اعتماده في 26 يوليو 1847 حتى تعليقه من قبل مجلس الإنقاذ الشعبي، بعد الانقلاب في 12 أبريل 1980.

## أحكام
أنشأ الدستور دولة مركزية تحكمها ثلاثة فروع للحكومة: التنفيذية والتشريعية والقضائية. كانت السلطة التنفيذية بقيادة الرئيس، الذي انتخب بالاقتراع الشعبي لجميع المواطنين المالكين للأراضي لمدة عامين. كانت السلطة التشريعية في يد الهيئة التشريعية، وهي هيئة ذات مجلسين مكونة من مجلس النواب ومجلس الشيوخ. يتألف الفرع القضائي من المحكمة العليا، وتتألف من رئيس القضاة وأربعة قضاة مساعدين، ومحاكم دائرة تنشأها الهيئة التشريعية. نصت المادة الأولى من الدستور على الحريات المدنية المماثلة لتلك التي تحميها وثيقة الحقوق في دستور الولايات المتحدة.
تمت الموافقة على الدستور في استفتاء 27 سبتمبر 1847، وتم تعديل الدستور عدة مرات من عام 1847 إلى عام 1980. ومن بين هذه التعديلات، تم تمديد ولاية الرئيس إلى أربع سنوات في عام 1907، وإلى ثماني سنوات في عام 1935.

## روابط خارجية
- "دستور ليبيريا لعام 1847". مؤرشف من الأصل في 2010-01-17. اطلع عليه بتاريخ 2010-08-01.